# Brisbane International 2025
Brisbane International 2025 — тенісний турнір, що проходив на кортах з твердим покриттям у місті Брисбен, Австралія з 30 грудня 2024 до 5 січня 2025 року. Належав до категорій ATP 250 та WTA 500.

## Фінальна частина

### Чоловіки, одиночний розряд
Їржі Легечка —  Рейллі Опелка 4–1 ret.

### Жінки, одиночний розряд
Аріна Соболенко —   Поліна Кудерметова 4–6, 6–3, 6–2

### Чоловіки, парний розряд
Джуліан Кеш /  Ллойд Гласспул —  Їржі Легечка /  Якуб Меншик 6–3, 6–7(2–7), [10–6]

### Жінки, парний розряд
Мірра Андрєєва /   Діана Шнайдер —  Прісцілла Хон /   Ганна Калінська 7–6(8–6), 7–5